# 帝国石油
帝国石油有限公司（英语：Imperial Oil Limited；法语：Compagnie Pétrolière Impériale Ltée ）是加拿大卡尔加里的一家大型石油公司，由美国埃克森美孚控股。该公司生产原油、沥青和天然气，并在全加拿大销售。埃索在加拿大的加油站由其运营。 公司大部分石油来自艾伯塔省的油砂和西北地区的诺曼韦尔斯油田。

## 历史
1880年4月，雅各布·路易斯·恩格尔哈特（Jacob Lewis Englehart）与伦敦、彼得罗利亚的16位炼油商成立了帝国石油公司，对标标准石油公司。恩格尔哈特效仿洛克菲勒，希望把整个加拿大石油工业合并为一个集团。尽管安大略省的大多数大型石油生产商都同意加入，但遭到当时加拿大最大的石油生产商约翰·亨利·费尔班克和加拿大石油公司（Canadian Oil Company）的创始人詹姆斯·米勒·威廉姆斯等的拒绝。新成立的公司拥有十二家炼油厂，控制着加拿大85%的石油产能。
尽管开局顺利，但帝国石油公司在1880年代初期马上遭遇危机。宾夕法尼亚州和纽约州新油田的发现压低了石油价格，标准石油信托基金的成立导致加拿大从美国进口的石油增加。帝国石油因此关闭了12家炼油厂中的10家，只留下彼得罗利亚的银星（Silver Star）炼油厂和伦敦的维克多炼油厂。1883年，维克多工厂被闪电击中并烧毁，公司将所有精力投入彼得罗利亚。
由于标准石油公司的竞争，虽然帝国石油在加拿大西部市场占据主导地位，但在滨海诸省、魁北克都难以立足。1895年，帝国石油公司的董事会开始考虑将公司卖给英国的殖民地发展公司（Colonial Development Corporation），但三年后交易告吹，董事会转而选择将公司出售给标准石油公司。标准石油公司收购了帝国石油公司75%的股份，交易完成后帝国石油关闭了银星炼油厂，并将其炼油业务迁至薩尼亞市。
1911年由于美国反托拉斯，美国最高法院命令标准石油公司拆分为34家独立的公司。帝国石油公司的所有权，以及标准石油公司在美国以外的其他子公司，都转移给了泽西标准公司（Jersey Standard；后来的埃克森美孚）。 